# Chmielów (powiat ostrowiecki)
Chmielów – wieś sołecka w Polsce, położona w województwie świętokrzyskim, w powiecie ostrowieckim, w gminie Bodzechów.
W latach 1954–1972 wieś należała i była siedzibą władz gromady Chmielów. W latach 1975–1998 miejscowość należała administracyjnie do województwa kieleckiego.
Nazwa miejscowości wywodzi się chmielu który był tu uprawiany. Znaleziono tu też tzw. skarb: 100 srebrników, gdyż przez te tereny przechodził szlak bursztynowy. Opracowano wiele ścieżek dydaktycznych związanych z tym regionem. Chmielów znany jest z licznych wąwozów. Miejscowość jest trzecią wsią gminy Bodzechów pod względem obszaru i ludności.

## Położenie
Chmielów położony jest w obrębie trzech krain geograficznych: Przedgórza Iłżeckiego, Doliny Kamiennej i Wyżyny Opatowskiej. Miejscowość znajduje się w Obszarze Chronionego Krajobrazu Doliny Kamiennej. Wieś położona jest obok drogi krajowej nr 9 prowadzącej z Radomia do Rzeszowa przez Ostrowiec Świętokrzyski. Linia kolejowa wyznaczająca północną granicę wsi, łączy miejscowość ze Skarżyskiem-Kamienną, Sandomierzem i Przemyślem. Stacja kolejowa znajduje się w sąsiedniej miejscowości: Boksycka. Od zachodu wieś graniczy z gminą Kunów.
Z Ostrowca Świętokrzyskiego do Chmielowa można dojechać autobusem MZK Ostrowiec Świętokrzyski. Znajduje się tu centrum rekreacji: korty tenisowe, boiska, przystań kajakowa, baza noclegowa w szkole i u gospodarzy prywatnych.
| SIMC    | Nazwa              | Rodzaj    |
| ------- | ------------------ | --------- |
| 0229270 | Chmielówek         | część wsi |
| 1018640 | Młyn               | część wsi |
| 0229286 | Obręczyca-Czworaki | część wsi |
| 0229292 | Piaskowy           | część wsi |
| 0229300 | Romanów            | część wsi |
| 0229317 | Wodziradz          | część wsi |

## Atrakcje turystyczne
W pobliżu wsi znajdują się obiekty turystyczne między innymi: kościół parafialny pw. św. Mikołaja z II poł. XVIII wieku w Szewnie, wiatrak holenderski z XIX w. w Szwarszowicach, grodzisko z XIV w. w Mychowie, a w pobliżu miejscowości Świrna prastary kurhan.
Przez wieś przechodzi  niebieski szlak rowerowy ze Skarżyska-Kamiennej do Ostrowca Świętokrzyskiego.

## Historia
Chmielów w wieku XIX to wieś nad rzeką Kamienną w powiecie opatowskim, gminie Częstocice, parafii Szewna. Wydobywano tu rudę żelazną, powstała fabryka wyrobów żelaznych i wielki piec.

Według danych z 1875 r. wyrobiono żelaza w surowcu 50,000 pudów 
- 1827 było tu 38 domów, 221 mieszkańców
- 1881 było 42 domów 315 mieszkańców na  545 morgach ziemi włościańskiej, 592 morgach ziemi dworskiej[7].

## Urodzeni w Chmielowie
W Chmielowie urodził się Witold Baran, lekkoatleta m.in. KSZO Ostrowiec Świętokrzyski i Zawiszy Bydgoszcz, specjalista biegów średnich, wicemistrz Europy, olimpijczyk.